# Nurser Öztunalı
Nurser Öztunalı, née le 4 février 1947 à Mersin et morte le 28 février 1999 à Istanbul, est une architecte, éditrice et féministe turque. Victime de violence conjugale, elle devient féministe après son divorce en 1981, publie des livres à ce sujet pour sensibiliser le public et participe à la fondation de plusieurs associations à l'instar d'une édition féministe (Kadın Çevresi Yayınları) en 1984, d'une fondation pour femmes battues (Mor Çatı Kadın Sığınağı Vakfı) en 1990, et d'une association pour architectes (Mimarlık Vakfı) en 1995. Elle meurt en 1999 d'une crise cardiaque. 